# Юшто-Памаш
Ю́што-Пама́ш (рос. Юшто Памаш, марій. Йӱштӧ Памаш) — присілок у складі Сернурського району Марій Ел, Росія. Входить до складу Сернурського міського поселення.

## Населення
Населення — 105 осіб (2010; 107 у 2002).
Національний склад (станом на 2002 рік):
- марі — 80 %